# Euoplos saplan
Espèce
Euoplos saplan est une espèce d'araignées mygalomorphes de la famille des Idiopidae.

## Distribution
Cette espèce est endémique du Wheatbelt en Australie-Occidentale. Elle se rencontre dans la réserve naturelle de Buntine Rocks et la réserve naturelle de West Perenjori.

## Description
Le mâle holotype mesure 10,1 mm.

## Étymologie
Son nom d'espèce lui a été donné en référence au lieu de sa découverte, le Salinity Action Plan.

## Publication originale
- Rix, Wilson & Harvey, 2019 : A revision of the white-headed spiny trapdoor spiders of the genus Euoplos (Mygalomorphae: Idiopidae: Arbanitinae): a remarkable lineage of rare mygalomorph spiders from the south-western Australian biodiversity hotspot. Journal of Arachnology, vol. 47, no 1, p. 63-76.